# ماساهیرو هامازاکی
ماساهیرو هامازاکی (به انگلیسی: Masahiro Hamazaki) بازیکن فوتبال اهل ژاپن و عضو تیم ملی فوتبال ژاپن است که در تاریخ ۱۶ دسامبر ۱۹۶۶ میلادی اولین بازی ملی‌اش را انجام داد. او در ۲ بازی ملی حضور داشت و آخرین بازی ملی خود را در تاریخ ۱۹ دسامبر ۱۹۶۶ میلادی انجام داد. ماساهیرو هامازاکی در بازی‌های ملّی‌اش گلی به ثمر نرساند.